# Joakim Nergelius
Joakim Nergelius, född 1962, är sedan 2003 professor i rättsvetenskap vid Örebro universitet samt rättsvetenskaplig författare.
I sin forskning har Nergelius sysslat med maktdelning, demokratibegreppet och konstitutionell rätt, samt författat läromedel i statsrätt.
1987 tog Nergelius jur.kand. och hade notarietjänst i Malmö tingsrätt. 1990 blev han forskare och lärare vid universitetet i Lund. Han doktorerade vid Lunds universitet i konstitutionell rätt 1996 med avhandlingen Konstitutionellt rättighetsskydd – Svensk rätt i ett komparativt perspektiv, och blev docent samma år. 1997-98 tjänstgjorde han vid EG-domstolen som handläggare vid forsknings- och dokumentationsavdelning, och var därefter verksam som lektor i offentlig rätt vid Juridiska fakulteten, Lunds universitet. 2002-2003 var han tjänsteman vid EU:s regionkommitté. 2003 utnämndes han till professor i rättsvetenskap vid Örebro universitet.
Han deltog i Demokratiutredningen 1998-2000.

## Utmärkelser, ledamotskap och priser
- Ledamot av Vetenskapssocieteten i Lund (LVSL, 2000)[2]